# アリューシャン海溝

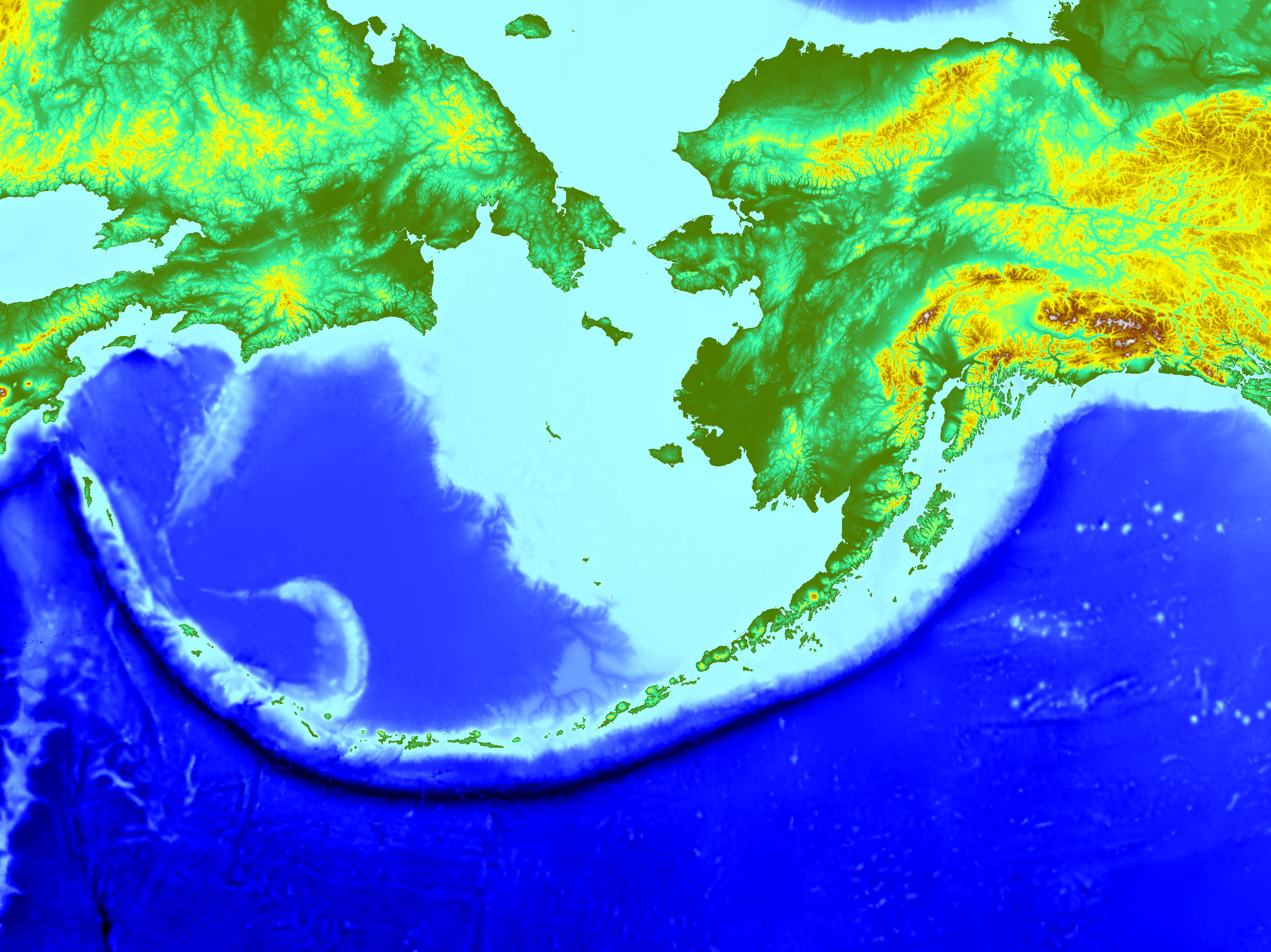
アリューシャン海溝の地図

アリューシャン海溝（アリューシャンかいこう、Aleutian Trench）は、千島海溝の北端からアラスカ湾にかけて存在する海溝である。太平洋プレートが北アメリカプレートに沈み込んでいるプレート境界にあたる。全長は3,400kmで、最深部は51.21°N, 174.83°Eにあり、水深7,822 mである。西は千島海溝に、東はクイーンシャーロット断層系に繋がっている。
アリューシャン列島は、沈み込み帯で見られる典型的な海洋性島弧である。アリューシャン海溝沿いでは、太平洋プレートの岩石圏が45度近くの傾斜角で沈み込んでいる。
この海溝付近では、1946年と1957年、1965年にアリューシャン地震（それぞれMw8.1とMw8.6、Mw8.7）、1964年にはアラスカ地震（Mw9.2）が発生している。